# Pseudolepicolea andoi
Pseudolepicolea andoi là một loài rêu tản trong họ Pseudolepicoleaceae. Loài này được (R.M. Schust.) Inoue miêu tả khoa học lần đầu tiên năm 1978.